# Beniamin II
Beniamin II – patriarcha Koptyjskiego Kościoła Ortodoksyjnego od roku od 1327 do 1339.